# RFU Championship 2018-19
La RFU Championship 2018-19, conocida por razones de patrocinio como Greene King IPA Championship, fue la trigésimo segunda edición del torneo de segunda división de rugby de Inglaterra.

## Desarrollo
| Pos. | Equipo                | Encuentros | Encuentros | Encuentros | Encuentros | Tantos | Tantos | Tantos | PB | Puntos |
| Pos. | Equipo                | PJ         | PG         | PE         | PP         | F      | C      | Dif    | PB | Puntos |
| ---- | --------------------- | ---------- | ---------- | ---------- | ---------- | ------ | ------ | ------ | -- | ------ |
| 1    | London Irish          | 22         | 20         | 0          | 2          | 835    | 340    | +495   | 19 | 99     |
| 2    | Ealing Trailfinders   | 22         | 17         | 0          | 5          | 733    | 503    | +230   | 18 | 86     |
| 3    | Bedford Blues         | 22         | 13         | 0          | 9          | 632    | 603    | +29    | 17 | 69     |
| 4    | Jersey Reds           | 22         | 12         | 0          | 10         | 554    | 442    | +112   | 15 | 63     |
| 5    | Cornish Pirates       | 22         | 10         | 0          | 12         | 556    | 507    | +49    | 19 | 59     |
| 6    | Yorkshire Carnegie    | 22         | 11         | 0          | 11         | 475    | 549    | –74    | 11 | 55     |
| 7    | Nottingham RFC        | 22         | 10         | 1          | 11         | 508    | 597    | –89    | 10 | 52     |
| 8    | Coventry RFC          | 22         | 9          | 1          | 12         | 497    | 637    | –140   | 13 | 51     |
| 9    | London Scottish       | 22         | 8          | 0          | 14         | 468    | 616    | –148   | 11 | 43     |
| 10   | Doncaster Knights     | 22         | 8          | 0          | 14         | 546    | 617    | –71    | 10 | 42     |
| 11   | Hartpury College RFC. | 22         | 7          | 0          | 15         | 415    | 634    | –219   | 8  | 36     |
| 12   | Richmond FC           | 22         | 6          | 0          | 16         | 430    | 604    | –174   | 9  | 33     |

|  | Campeón.                           |
|  | Descendido a la National League 1. |

### Campeón
| Bandera de Inglaterra |
| Campeón London Irish  |
| Segundo título        |